# Plaça de les tres creus
Plac Trzech Krzyżhi (literalment: plaça de les Tres Creus) és una plaça situada al districte de Śródmieście (Nucli urbà) a Varsòvia i que connecta Ulica Nowy Świat (carrer del Nou Món), al nord, amb l'Aleje Ujazdowskie, al sud.

## Història
Fins al segle xviii , la zona ocupada per la plaça no era gaire més que un terreny obert poc poblat al sud dels límits de la ciutat de Varsòvia.
Durant el regnat del rei August II, entre 1724 i 1731, es crea un Via Crucis. La primera estació era situada a prop de la plaça actual, mentre l'última se situava al costat del castell Ujazdów al sud. La primera estació té dues creus daurades.
L'any 1752, el gran mariscal de la Corona, Franciszek Bieliński fa erigir una estàtua de Joan Nepomucè, que també porta una creu. La població anomena llavors el lloc Rozdroże złotych krzyżhi (L'encreuament de les Creus d'Or).

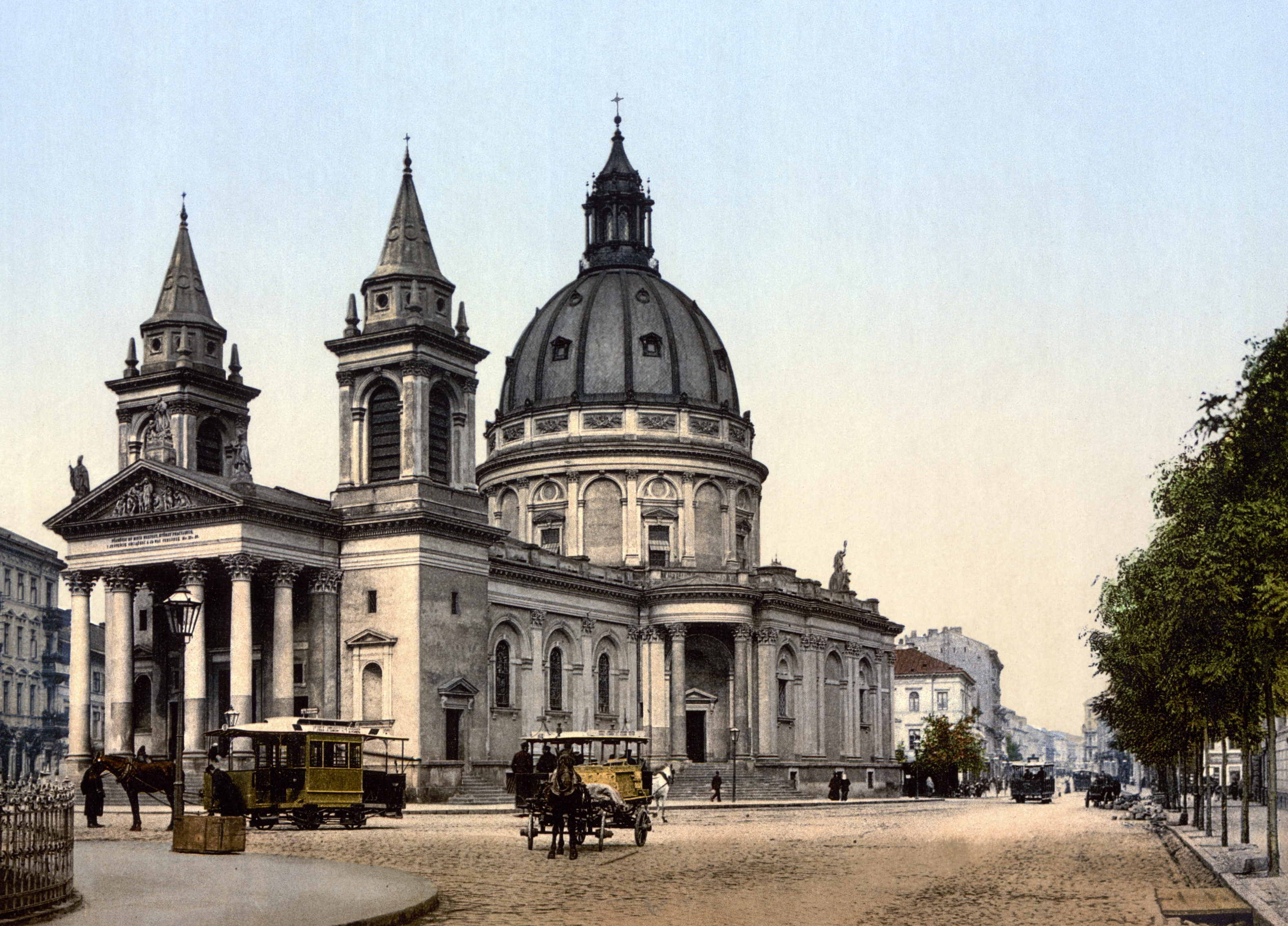
L'església Sant Alexandre, cap a 1900

L'any 1818-1825 s'erigeix una església neoclàssica, sobre els plànols de l'arquitecte Chrystian Piotr Aigner. Es tracta de l'actual església Sant Alexandre. Anomenada així en honor d'Alexandre I de Rússia, que dona llavors el seu nom a la plaça. Però la població prefereix anomenar el lloc plaça de les tres creus, tot i que ja no hi han tres creus a la plaça, sinó sis : a més de les tres mencionats, n'hi igualment dues a la cimera de les façanes nord i sud de l'església, així com una davant de l'Institut pels sords, erigit l'any 1827 (i inicialment dirigit per l'Església catòlica).
Durant la Insurrecció de Varsòvia l'any 1944, la plaça i la majoria dels edificis circumdants van ser destruïts. Després de 1945, l'església i l'institut per als sords són reconstruïts de forma idèntica.
La plaça acull ara diversos comerços. Adjacents a la plaça es troben la Borsa de Varsòvia, una sucursal de la banca HSBC i un hotel del grup Sheraton.

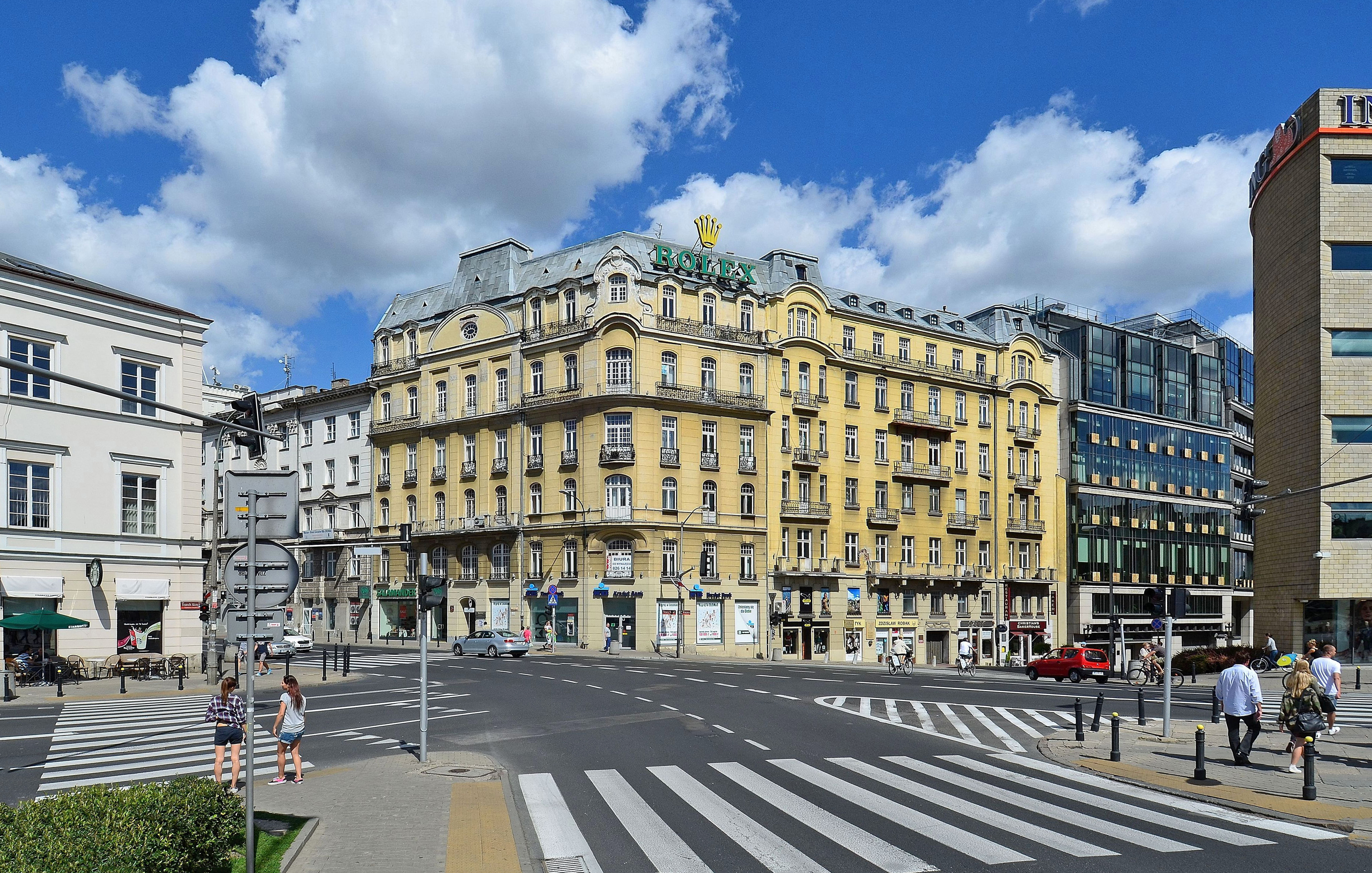
L'actual plaça de les Tres Creus, vista cap a Ulica Nowy Świat